# 徐勉
徐 勉（じょ べん、泰始2年（466年）- 大同元年11月5日（535年12月14日））は、南朝梁の政治家。字は脩仁。諡は簡粛。本貫は東海郡郯県。

## 生涯
祖父の徐長宗は宋の武帝時期の霸府行参軍。父の徐融は南朝宋の南昌相であったが幼い時から孤児となり、貧しいなか勉学を好み、梁の武帝に信任されるに至る。中書侍郎を拝命してから侍中・吏部尚書・左僕射・中書令と昇進した。武帝に礼制の統一を建議して容れられ、五礼（吉・凶・軍・賓・嘉）を修訂し、梁律を立て、国子学を起こし、州郡に学校をつくり子弟の教育、官吏の養成に励んだ。人となりは清廉、日常生活はすこぶる質素であり、「人は子孫に遺すに財を以てする。我は子孫に遺すに清白を以てせん」と言ったという。
大同元年11月丁未（535年12月14日）に逝去。享年70。武帝はこの報を聞いて涙を流し、車駕で葬列に臨席した。さらに光禄大夫を贈位し、東園の秘器・朝服・銭帛を賜った。
子の徐崧が後を継いで、天監15年（516年）に晋安郡太守となった。徐崧の弟の徐悱の字は敬業といい、劉孝綽の妹の劉令嫺を娶っていたが、普通6年（525年）に父よりも先立った。

## 著作
- 『起居注』600巻
- 『左丞弾事』5巻
- 『撰品』5巻
- 『太廟祝文』2巻
- 『婦人集』10巻